# Maison d'Astarac
La maison d'Astarac est un lignage féodal, issue de la maison de Gascogne, qui posséde le comté du même nom entre les Xe et XVIe siècles.

## Histoire et généralités
Le comté d'Astarac semble apparaître vers le Xe siècle. Le premier membre de cette famille est Arnaud-Garsie, dit Nonnat, fils Garcie II, dit le Courbé, qui reçoit en apanage le pagus d'Astarac, vers 920, démantelé du duché de Vasconie,. Arnaud-Garsie est le premier comte attesté, comes Astariacensis.
Sa descendance a tenu un rôle particulier dans l'histoire de la France méridionale, entre les puissants comtés de Toulouse, de Foix, de Comminges et les royaumes de Navarre et d'Aragon. Aussi bien impliquée dans les croisades en Terre sainte dès 1099, que dans la cause cathare au XIIIe siècle, la maison d'Astarac a su manœuvrer habilement et conserver ses terres jusqu'au XVIe siècle. Comtes par la grâce de Dieu jusqu’en 1442, les comtes d’Astarac s'éteignent finalement au XVIe siècle : le comte Jean IV d'Astarac meurt en 1511 en ne laissant que des filles. Son aînée, Marthe, devient comtesse d'Astarac et transmet ce titre à son époux Gaston III de Foix-Candale et à leur descendance. Temporairement confisqué par la couronne de France, le titre est restitué aux Foix-Candale, qui portèrent ces terres dans la famille de Nogaret par le mariage de Marguerite de Foix-Candale avec Jean-Louis de Nogaret de La Valette, duc d'Épernon, puis à son fils, Bernard. À sa mort, ses biens ayant été saisis, le comté fut adjugé à Gaston-Jean de Roquelaure.

## Filiation
Arbre généalogique des comtes d’Astarac  du IXe au XIIIe siècle,.
- Garcia II Sanche de Gascogne, comes, consul et marchio (886-920)
  - Sanche III, comes, héritier du comté de Gascogne.
    - comtes de Gascogne.

  - Guillaume Garcie, comes, héritier du comté de Fezensac.
    - comtes de Fezensac.

  - Arnaud-Garsie (895-v.960), comes Astariacensis (920-952).
    - (?) Louis (selon Settipani)
    - (?) Sanche-Guillaume (av. 952) (retenu par Guinaudeau et écarté par Settipani).
    - Garsie-Arnaud / Garsia / Arnaud I, comes (960-975).
      - Bernard (av. 975).
      - Arnaud II, comes (980-1023), ∞ Talèse d'Aure (v. 1020-1030).
        - Guillaume, comes Astaracensis (v. 1023-1060).
          - Sanche I, comes (1050-1096).
            - Guillaume (v. 1050-1075).
            - Bernard I, comes et consul, comes Pardiniacum (Pardiac) (1090 ou 1134-1152), ∞ (1) N.N. ; ∞ (2) Longuebrune, domina (1142-1145).
              - (1) Sanche II, comes et consul (1134-1168).
              - (2) Bernard II (1141-1144), ∞ Jeanne de Comminges.
                - Amanieu (1149).

              - (2) Bohémond, comes et consul (1140-1183), ∞ Rubea de Marsan (1172-1174).
                - Marie (1172-1174).
                - Marquèse, comitissa (1172-1191), ∞ Eisemene, comes (1170-1188).
                  - (?) Bernard III, comes et rex (1179-1205), ∞ Savarige, domina (1186).
                    - Savaric (1186), ∞ Eisemene, comes (1237-1246)

                  - Roderic, comes(1187-1190), ∞ Benetrix (1190).

                - Bonnefemme (1172).
                - Benetrix, comitissa (1191-1200), ∞ Vital de Montégut, comes (1194-1205).
                  - Centulle I, comes (1205-1234), ∞ Segnis de Lomagne, domina et comitissa (1230-1256).
                    - Centulle II, comes (1230-1249), ∞ Pétronille de Comminges.
                    - Boamond (1230).
                    - Bernard IV, nobilis vir, dominus, comes (1242-1291).
                      - Jean, comes (1307-1308).
                      - Arnaud de Mezamat, dominus et cabalier (1311-1327).
                      - Centulle III, nobilis vir, dominus et comes (1280-1323).
                      - (?) Rubea, nobilia (1291-1299), ∞ Pierre de Grailly, miles (av. 1291)

                    - Anne Béatrice (1230).
                    - Rubee (1234).
                    - Blanche (1238), ∞ Sanche-Garsie d'Aure (1238).

                  - Amanieu.
                  - Géraude (1210).

            - Odon, moine de Simorre (1090-1125).

        - Bernard-Pelagoz, comes Pardiniacum (v. 1023-1034).
          - Guillaume (1098), ∞ Constance.

        - Garsie, comes (Aura ?) (v. 1023-1034).
        - Raymond, comes (v. 1023-1034).
        - Guiraud, comes (v. 1020-1034).
        - Odon, abbé de Simorre, archevêque d'Auch (v. 1005-1034)
        - Dacon, moine de Simorre, abbé de Sainte-Dode (v. 1032-1034).

      - (?) Raymond-Garsie (998)
      - (?) Ricarde (v. 1000), ∞ Garsie-Arnaud de Bigorre.

    - Raymond.
    - Faquilène (Garsinde/Gersende ?) (°920 † apr. 956), ∞ (1) Auréol (Aureolus)/Garsie-Arnaud d'Aure, comes Aura (945-950) ; ∞ (2) Raymond Dat de Bigorre, comes Bigorra (945-966).
      - comtes de Bigorre.

## Héraldique
Les armes de la famille comtale d'Astarac se blasonnent ainsi : écartelé d'or et de gueules, certains ont donné d'azur et de gueules.
Timbre : un heaume et ses lambrequins et une couronne comtale.

## Titres
- Comte d'Astarac (branche aînée) ;
- Comte de Pardiac (branche de Montlezun) ;
- Baron de Montlezun (branche de Montlezun) ;
- Baron puis marquis de Marestaing (branche de Fontrailles) ;
- Seigneur puis vicomte de Fontrailles (branche de Fontrailles) ;
- Vicomte de Cogotois (branche de Fontrailles) ;
- Baron de Gaujac (branche de Fontrailles) ;
- Baron de Sauveterre (branche de Fontrailles) ;
- Baron de Montamert (branche de Fontrailles).

## Descendances revendiquées

### Descendance prouvée: les comtes de Pardiac
De la maison d'Astarac sont également issus les comtes de Pardiac. Celle-ci acquiert des charges importantes auprès des royaumes de Navarre puis de France. Au gré de ses alliances, elle porte les titres de marquis de Marestaing, de vicomtes de Fontrailles et de Cogotois. Cette branche s'est éteinte en 1677 par la mort de Louis d'Astarac de Fontrailles, frondeur et intrigant de la première moitié du XVIIe siècle.

### Descendance non prouvée: la famille de Mézamat de Lisle
Selon Dom Villevielle[réf. nécessaire] et l'Art de Vérifier les dates[réf. incomplète], la famille de Mézamat de Canazilles et de Lisle serait issue des comtes d'Astarac mais Henri Jougla de Morenas dans Grand armorial de France rapporte que cette filiation n'est reprise ni par le Père Anselme ni par Monsieur de Jaurgain et que Woëlmont la met en doute. Selon Régis Valette cette famille a été maintenue noble en 1784, mais Henri Jougla de Morenas indique que l'original de l'arrêt de la Cour des comptes de Montpellier de 1784 n'a pu être retrouvé.
Pour son admission à l'Association d'entraide de la noblesse française, cette famille a présenté une convocation à l’assemblée de la noblesse, sénéchaussée de Toulouse le 23 juillet 1789, et des qualifications nobles sur huit degrés. Sur le sujet des preuves de noblesse Philippe du Puy de Clinchamps écrit toutefois que ne prouvent la noblesse que les actes où le roi reconnaissait comme noble un suppliant et que seuls les actes délivrés au nom du roi pouvaient faire preuve d'état. Cet auteur écrit également que le vote avec la noblesse lors de l'élection des députés aux États généraux de 1789 n'est pas une preuve de noblesse.